# Йенсен, Фредрик
Ханс Фредрик Йенсен (фин. Hans Fredrik Jensen; 9 сентября 1997, Порвоо, Финляндия) — финский футболист, полузащитник клуба «Арис» и сборной Финляндии.

## Клубная карьера
Перешёл в академию «Твенте» из финского «ХИКа» в 2013 году вместе со своим старшим братом — Ричардом. В июне 2015 года подписал свой первый профессиональный контракт сроком до 2018 года. В 2016 году окончил её. С сезона 2016/2017 призывается в основную команду.
6 августа 2016 года дебютировал в Эредивизи поединком против «Эксельсиора». 22 августа сыграл свой первый поединок за вторую команду «Твенте» против второй команды «Витесса».
Перед сезоном 2018/19 Фредрик Йенсен перешел в «Аугсбург», подписав с клубом контракт до 30 июня 2023 года.

## Карьера в сборной
Выступал за юношескую команду Финляндии до 17 лет, провёл за неё три встречи. Участвовал в отборочных встречах к юношескому чемпионату Европы, однако в финальную часть не выходил.